# Petit-duc à collier
Otus lettia
Espèce
Statut de conservation UICN

 LC  : Préoccupation mineure
Statut CITES
Le Petit-duc à collier (Otus lettia) est une espèce d'oiseaux de la famille des Strigidae. Elle était autrefois considérée comme une sous-espèce de (O. bakkamoena).

## Répartition
Cette espèce vit en Asie.

## Sous-espèces
D'après la classification de référence (version 14.1, 2024) de l'Union internationale des ornithologues, le Petit-duc à collier possède 5 sous-espèces (ordre philogénique) :
- Otus lettia plumipes (Hume, 1870) ;
- Otus lettia lettia (Hodgson, 1836 ;
- Otus lettia erythrocampe (Sharpe, 1874) ;
- Otus lettia glabripes (Sharpe, 1870) ;
- Otus lettia umbratilis (Sharpe, 1870).